# Bodewehr Rothenförde

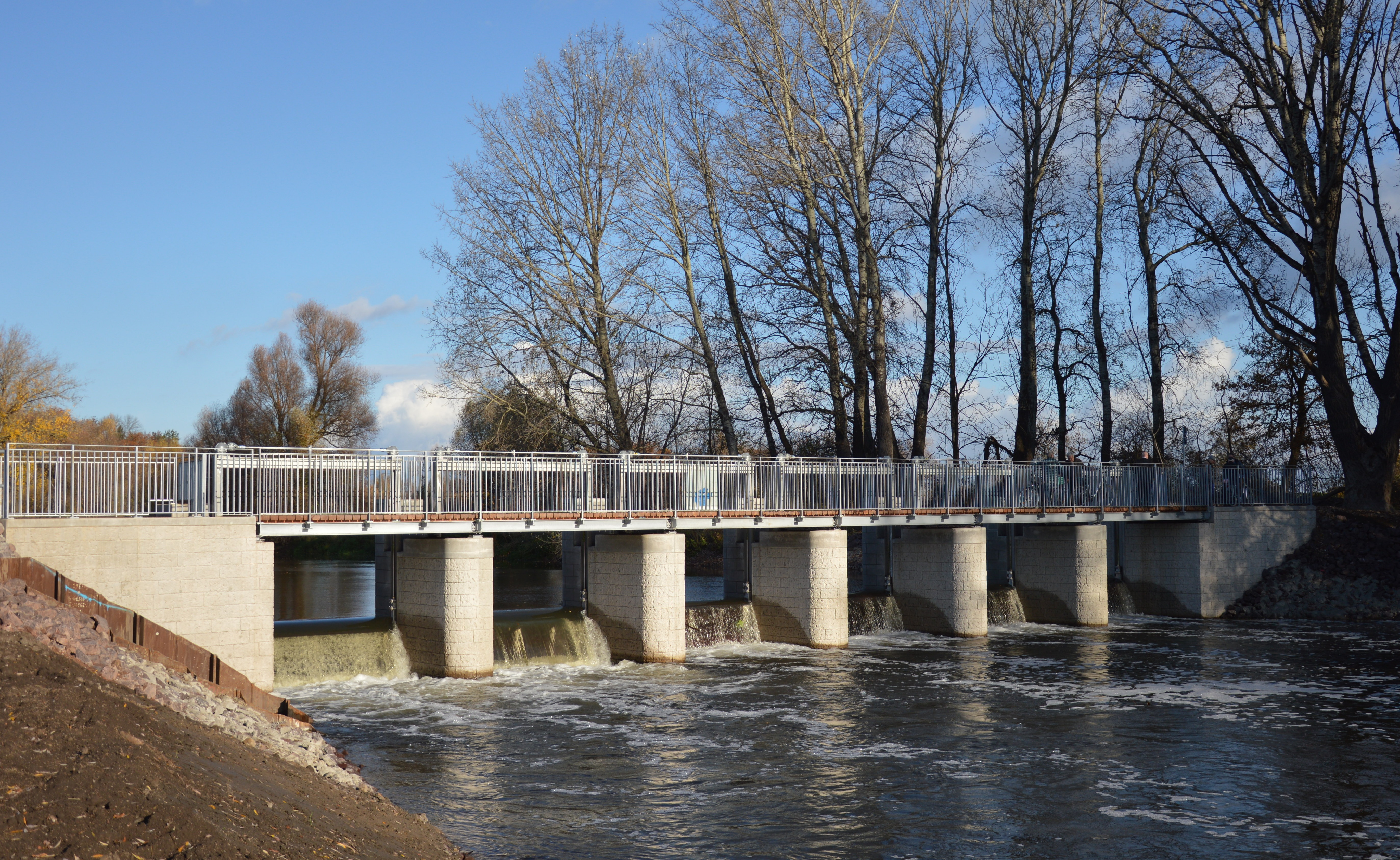
Bodewehr Rothenförde, am Tage der Neueinweihung am 9. November 2015

Das Bodewehr Rothenförde ist ein Wehr in der Bode in der Gemarkung des Staßfurter Ortsteils Rothenförde in Sachsen-Anhalt.

## Geschichte und Architektur
Ursprünglich diente ein an dieser Stelle befindliches Wehr der Wasserregulierung für eine nicht mehr erhaltene Wassermühle. Ein solches Wehr gab es dort zumindest seit 1704. Im Jahr 1889 wurde das Wehr grundlegend erneuert. Es hatte eine Breite von etwa 30 Metern. Zwischen den beiden Widerlager bestanden fünf Pfeiler und fünf Schütze. Dieses Wehr wurde später unter Denkmalschutz gestellt und unter der Erfassungsnummer 094 90162 als Baudenkmal in das örtliche Denkmalverzeichnis eingetragen. Im Jahr 2008 galt das Wehr nicht mehr als standsicher. Es wurde daher außer Betrieb genommen und dauerhaft gezogen. Ab 2012 begannen daher Planungen zur Sanierung des Wehrs. Die Pfeiler sollten durch Injektionen stabilisiert und fünf neue Schütze montiert werden. Darüber hinaus war der Bau einer 30 Meter langen Fischtreppe vorgesehen. Die Sanierungskosten wurden mit 1,5 Millionen € veranschlagt.
Bei den Bauarbeiten wurde Ende August 2014 jedoch festgestellt, dass aufgrund der Marodität der alten Pfeiler mit einer Sanierung des Wehrs die Standsicherheit nicht wiederhergestellt werden kann. Es folgte ein Baustopp und dann der Entschluss das Wehr durch einen vollständigen Ersatzneubau zu ersetzen. Vom alten Wehr sollten lediglich die Wehrplatten und der Stahloberbau erhalten bleiben. Das Wehr wurde daher 2014 vollständig abgerissen, womit der Denkmalschutzstatus erlosch. Die Austragung aus dem Denkmalverzeichnis erfolgte 2015. Die Gestaltung des Neubaus versuchte in Teilen das ursprüngliche Erscheinungsbild des Wehrs wieder aufzunehmen. Auf der Westseite des Wehrs wurde eine Fischtreppe angelegt. Das Wehr ist für Fußgänger als Brücke über die Bode passierbar.
Am 9. November 2015 wurde das neu errichtete Wehr im Beisein des Ministers Hermann Onko Aeikens, des Leiters des Landesbetriebs für Hochwasserschutz und Wasserwirtschaft, Burkhard Henning, des Landrats Markus Bauer, des Staßfurter Oberbürgermeisters Sven Wagner, von Landtagsabgeordneten und zahlreichen Anwohnern eingeweiht.